# Валаска
Валаска (слч. Valaská) је насељено мјесто са административним статусом сеоске општине (слч. obec) у округу Брезно, у Банскобистричком крају, Словачка Република.

## Становништво
| Година:    | 1994. | 2004.   | 2014.   | 2024.    |
| ---------- | ----- | ------- | ------- | -------- |
| Број људи: | 3867  | 3908    | 3826    | 3336     |
| Разлика:   |       | +1,06 % | -2,09 % | -12,80 % |

| Година:    | 2023. | 2024.   |
| ---------- | ----- | ------- |
| Број људи: | 3340  | 3336    |
| Разлика:   |       | -0,11 % |

Према подацима о броју становника из 2011. године насеље је имало 3.900 становника.